# Aarne Ruben
Aarne Ruben (Tallinn, 17 luglio 1971) è uno scrittore estone.

## Biografia
Ruben ha scritto diversi romanzi basati principalmente sulla storia estone nel XX secolo. La sua opera più nota è Fabbrica di Volta fischia tristemente (2001) sulla Rivoluzione russa del 1905, Lenin e il movimento dadaista a Zurigo.
Ha ricevuto il primo premio del concorso sui romanzi organizzato nel 2000 dalla Fondazione Estone di Romanzi.
Il secondo romanzo di Ruben, Bestia sul pianerottolo, ha un'ambientazione medievale.

## Trama di "Bestia sul pianerottolo"
Il cavaliere di Livonia Adolf von Wannevar, secondogenito del padrone di casa di Transpalen, viaggia verso ovest diventando uno studente di legge nell'Università Carlo di Praga invece di ereditare il maniero del padre.
Recatosi in pellegrinaggio per seguire il Concilio di Costanza, diventa testimone della condanna e del rogo del teologo Jan Hus. Fonda un gruppo per sostenere Hus e si reca a Lubecca, dove ottiene un impiego da avvocato presso l'associazione mercantile anseatica. Sposa quindi una ragazza quattordicenne di Lubecca e lavora stabilmente all'università di Parigi come studioso di legge.
Bestia sul pianerottolo raffigura la possibilità medievale di muoversi in spazi tra culture diverse.